# Jorginho (fodboldspiller, født 1964)
 Der er flere personer med dette navn, se Jorginho.
Jorge de Amorim Campos Oliveira bedre kendt som Jorginho (født 17. august 1964 i Rio de Janeiro, Brasilien) er en tidligere brasiliansk fodboldspiller (højre back/wing) og nuværende cheftræner / manager for brasilianske Ponte Preta.
Han startede sin karriere i hjemlandet, hvor han i fem år var tilknyttet Rio de Janeiro-storklubben Flamengo. Herefter rykkede han til Tyskland, hvor han i seks år havde succes i Bundesliga-klubberne Bayer Leverkusen og Bayern München. Med Bayern blev han tysk mester i 1994.
Fra 1995 til 1998 spillede han i Japan hos Kashima Antlers. Herefter rykkede han tilbage til hjemlandet, hvor han afsluttede sin karriere med ophold hos henholdsvis São Paulo FC, Vasco da Gama og Fluminense.

## Landshold
Jorginho spillede mellem 1987 og 1996 64 kampe og scorede tre mål for det brasilianske landshold.
Han var en del af det brasilianske hold der vandt sølv ved OL i 1988 i Seoul, og var året efter desuden med til at vinde Copa América. Hans største landsholdstriumf kom dog, da han var en del af holdet der vandt guld ved VM i 1994 i USA. Han spillede alle brasilianernes syv kampe under turneringen. Han var også en del af den brasilianske trup til VM i 1990 i Italien.